# Ruta Nacional 37 (Colombia)
La Ruta Nacional 37 es una ruta colombiana de tipo troncal que inicia en el municipio de Garzón (aunque actualmente inicia en el municipio de La Plata), departamento del Huila saliendo del paso 45HLB de la Ruta Nacional 45 (y del tramo 2402 de la Ruta Nacional 24 en La Plata) y finaliza en el sitio de El Palo (municipio de Caloto), departamento del Cauca donde cruza con el tramo 3105 de la Ruta Nacional 31. Una ruta que atraviesa el Huila y el Cauca por la Cordillera Central, siendo una conexión entre la Troncal del Magdalena y la Troncal de Occidente. 

## Antecedentes
La ruta fue establecida en la Resolución 3700 de 1995 y ratificada por la resolución Resolución 339 de 1999.        

## Descripción de la Ruta
La Ruta posee una longitud total de 169,60 km. aproximadamente dividida de la siguiente manera:

### Ruta Actual[1]
| Código | Tipo     | Recorrido                         | Clasificación SINC                    | PR Inicial | PR Final | Longitud km. |
| ------ | -------- | --------------------------------- | ------------------------------------- | ---------- | -------- | ------------ |
| 3701   | Tramo    | La Plata - Guadualejo             | Transversal Huila - Cauca             | 55+0350    | 87+0750  | 32,40        |
| 3702   | Tramo    | Guadualejo - Belalcázar - El Palo | Circuitos Ecoturisticos Huila - Cauca | 0+0000     | 61+0000  | 129,20       |
| 37CCA  | Variante | Rionegro - Tacueyó                | Circuitos Ecoturisticos Huila - Cauca | 0+0000     | 7+0000   | 7,00         |
| 37CCB  | Variante | Variante Pajarito                 | Circuitos Ecoturisticos Huila - Cauca | 0+0000     | 1+0000   | 1,00         |

- Total kilómetros a cargo de INVIAS: 169,60 km.
- Total Kilómetros en concesión por la ANI: 00,00 km.
- Total Kilómetros en concesión departamental: 00,00 km.
- Total tramos (incluido tramos alternos): 2
- Total pasos o variantes: 2
- Total ramales: 0
- Total subramales: 0
- Porcentaje de vía en Doble Calzada: 0%
- Porcentaje de Vía sin pavimentar: 0%
  -  3701  La Plata - Guadualejo: 4,78 km aprox.

### Ruta eliminada o anterior
| Código | Tipo  | Recorrido         | Situación Actual                          |
| ------ | ----- | ----------------- | ----------------------------------------- |
| 3701   | Tramo | Garzón - La Plata | - 3701 Carretera Secundaria Departamental |

## Municipios
Las ciudades y municipios por los que recorre la ruta son los siguientes (fondo azul: recorrido actual; Fondo gris: recorrido anterior o propuesto; texto en negrita: recorre por el casco urbano; texto azul: Ríos):
| Tramo | Municipio | Recorrido | Departamento |
| ----- | --------- | --- | ------------ |
| 3701  | Garzón    | Garzón; Río Magdalena. | Huila        |
| 3701  | Agrado    | La Escalerita; Agrado. | Huila        |
| 3701  | Pital     | Pital (Acceso 45HL02 a Tarqui y acceso 37HL01 a La Argentina). | Huila        |
| 3701  | La Plata  | Vereda Alto Canadá; Cascada La Azufrada; La Plata (Cruce 2402 ). | Huila        |
| 3701  | La Plata  | La Plata (Cruce 2402 ); Aranzazu (Acceso peatonal); Quebrada La Topa. | Huila        |
| 3701  | Inzá      | Puerto valencia; Ricaurte (Acceso); Juntas (Cruce 26CC07 ); Río Negro. | Cauca        |
| 3701  | Páez      | Guadualejo (Cruce 2602 ). | Cauca        |
| 3702  | Páez      | Guadualejo (Cruce 2602 ); Cruce (Acceso a San Andrés de Pisimbalá); Río Páez; Coetando; Minuto de Dios; Belarcázar (Acceso 37CC02 a Honduras); Río Simbalá; Unión Páez Moras; Talaga; Naranjal; Toez; Río Páez; Plan Caloto, Irlanda; Río Páez; Termales Km 42; Verdun; Puente Río Negro; Parque Nacional Natural nevado del Huila (Acceso); Cuchilla Los Alpes. | Cauca        |
| 3702  | Toribío   | López; Río López; Fonda; Tacueyó (Variante 37CCA a Rionegro); San Diego; Belen; Vichiqui; Río Palo; Toribío (Cruce 26CC03 ); La Despensa; Río Palo; Rionegro (Variante 37CCA a Tacueyó); | Cauca        |
| 3702  | Caloto    | Pajarito (Variante 37CCB ), El Palo. | Cauca        |

## Concesiones y proyectos
Actualmente la ruta no posee kilómetros entregados en Concesión para su construcción, mejoramiento y operación.